# Egesheim
Egesheim là một thị xã ở huyện Tuttlingen trong bang Baden-Württemberg thuộc nước Đức.
Đô thị này có diện tích 7,66 km². Dân số cuối năm 2006 là 637 người.